# Solex (carburateur)

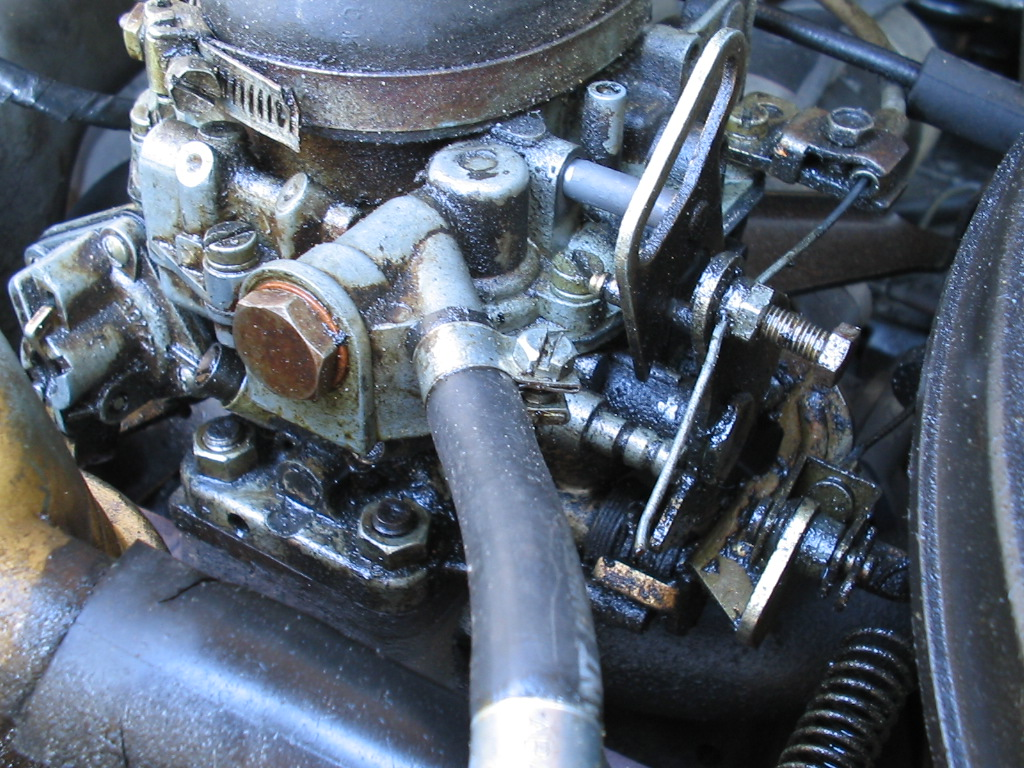
Solex carburateur in een Citroën Acadiane

Solex was, behalve een fabrikant van snorfietsen, een fabrikant van carburateurs.
De Solex carburateur werd onder andere gebruikt in Opel, BMW, Citroën, Volkswagen, Daf, Renault en NSU automotoren. De typenummers van Solex carburateurs geven de diameter van brandstofinspuiting, luchttoevoerwijze en afstelmogelijkheden aan, bijvoorbeeld "28 PIC T 1" of "34 CIC F".
Vanaf 1977 werd de Solex 32 TDID registercarburateur gebruikt in de Saab 95 en 96.
Als vervangend onderdeel zijn later ook aftermarket-versies verschenen, die onder andere in Brazilië zijn geproduceerd. De typeaanduiding hiervan kan licht afwijkend zijn, bijvoorbeeld "H30/31 PICT".
Het merk Solex is sinds 1987 eigendom van Magneti Marelli. De naam werd in 1994 gewijzigd in Magneti Marelli France.